# بانای (بنگلادش)
بانای (به لاتین: Banai) یک روستا در بنگلادش است که در استان باریسال و در ناحیه پیروج‌پور واقع شده است.